# F/A-18 (航空機)
F/A-18 ホーネット
アメリカ軍所属のF/A-18
- 用途：戦闘機
- 分類：艦上戦闘機、戦闘攻撃機（マルチロール機）
- 製造者：マクダネル・ダグラス（現ボーイング）社
- 運用者
  -  アメリカ合衆国（海軍、海兵隊）
  -  オーストラリア（空軍）
  -  スイス（空軍）
  -  スペイン（空軍）
  -  フィンランド（空軍）
  -  クウェート（空軍）
  -  カナダ（空軍）他
- 初飛行：1978年11月18日（FSD 1号機）
- 生産数：1,480機（F/A-18A/B/C/D）
- 運用開始：1983年
- 運用状況：現役
- ユニットコスト：2,900万USドル[1]
- 原型機：YF-17 コブラ
- 派生型：

  - CF-18 ホーネット（カナダ空軍仕様）
  - F/A-18E/F スーパーホーネット（発展型）
    - EA-18G グラウラー（電子戦機）

F/A-18は、アメリカ合衆国のマクドネル・ダグラス社（現ボーイング社）が開発した艦上戦闘攻撃機（マルチロール機）。また、採用国によっては防空任務が主な目的であることからF-18(Fは“守り、防御”を意味するfortress:要塞に由来)などと呼ばれることもある。
ノースロップ（現ノースロップ・グラマン）社がアメリカ空軍の軽量戦闘機計画向けに開発したYF-17 コブラを前身としており、これをマクドネル・ダグラスが艦上機として改設計した機体である。愛称はスズメバチを意味するホーネット（Hornet）。
現在は発展型であるF/A-18E/F スーパーホーネットと区別する意味でレガシー（旧来の）ホーネットと記載・呼称されることがある。ボーイングでは『F/A-18 Hornet Fighter』と記載している。

## 開発の経緯

### 開発前史
F/A-18の開発はノースロップ（現ノースロップ・グラマン）社が社内開発していたP-530 コブラにまで遡ることができる。P-530はノースロップ社内のF-5発展型の研究成果であり、F-5も社内プロジェクトのN-156計画から派生した航空機である。アメリカ空軍のLWF（Light Weight Fighter, 軽量戦闘機）計画に際してP-530を基にYF-17を開発し、更にF/A-18へと改良していった。

### F-16との競争試作

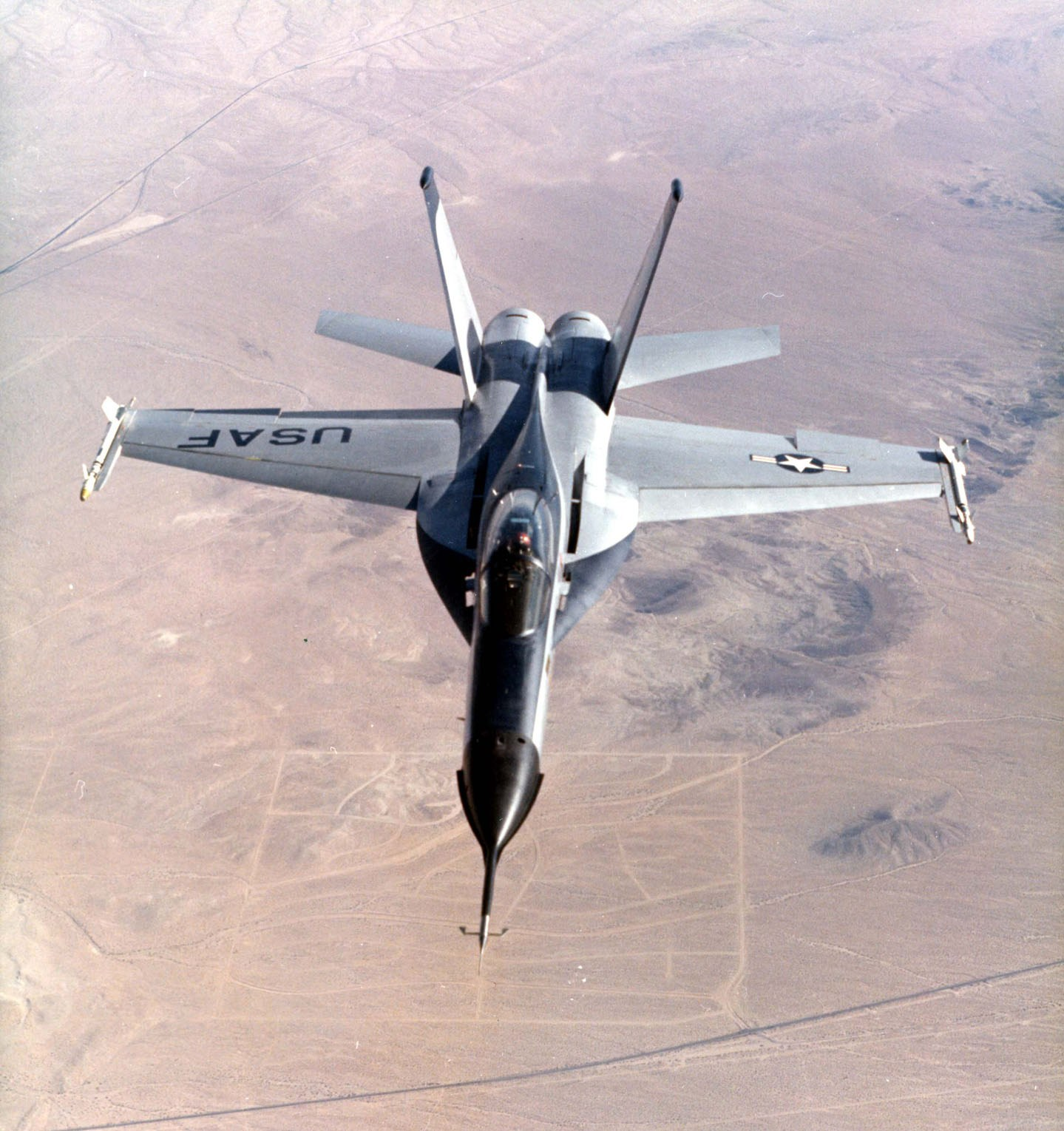
開発機になったYF-17試作戦闘機

アメリカ空軍は、新型戦闘機研究のLWF（軽量戦闘機）計画で、ジェネラル・ダイナミクスのYF-16とノースロップのYF-17の競争試作を行った。さらにF-15が極めて高価になり、前任機たるF-4を全て更新できなかった事から、これを実用機として発展させたACF（空戦戦闘機）計画でYF-16の実用化を決定し、F-16とした。
同時期にアメリカ海軍でも配備を開始したF-14は、艦隊防空に特化した戦闘機であり、また、可変翼を採用したこともあって価格が極めて高価になったため、空軍同様に前任機たるF-4の更新ができなかった。さらに、アメリカ海兵隊においてもF-4を更新する戦闘機が必要になった。また、攻撃機のA-7の後継機も必要としていた事から、制空戦闘と対地攻撃の両能力を持つ艦上戦闘機を求めていた。
海軍は当初、VFAX（新戦闘/攻撃機）計画として新規開発を検討していたが、議会からの強い意向により、1974年8月にNACF（海軍航空戦闘機）計画として、ACF計画の候補機を採用する事として具体化した。議会は経費削減の観点から、空軍と同様にF-16の採用を期待したが、評価の結果、海軍はYF-17を採用して発展させ、F/A-18を採用した。
空軍はF-15の数を補うハイ・ロー・ミックスの観点から、F-15と同系の大出力エンジンを単発装備したローコストなF-16を採用した。しかし海軍は、単発機であるF-16が、海上でのエンジン異常が致命的であることから双発機が有利と判断。また、艦隊防空の専任機であるF-14に対して汎用機を求めていたことから、価格面ではより高価ながら双発で電子機器などを積む余裕のある比較的大型の機体という理由でYF-17を採用している。

### 開発メーカーの変更・大型化
アメリカ海軍は、YF-17の艦載機へ改造するための契約を、YF-17開発元のノースロップ社ではなく、マクドネル・ダグラス社と交わした。アメリカ海軍はその理由を、ノースロップ社には艦上機開発実績が無いためとしていた。この際、マクドネル・ダグラス社の管轄が艦上機のみとする契約であったにもかかわらず、同社が地上機用途に対しても海外セールスを行なったことから訴訟問題となった。マクドネル・ダグラス社のボーイング社への吸収合併以降、F/A-18はボーイングのブランドとなっている。
YF-17は研究用の陸上機だったため、海軍の要求を満たすべく、艦載機化のためのアレスティング・フックの装備と主脚や胴体構造の強化、離着陸性能の底上げと搭載能力強化のためのLERXの大型化を含む翼面積の20%増大やエンジンの換装強化、全天候運用のAN/APG-65 FCSの装備など、機体の大幅な変更が実施された。
試作機は1978年11月18日に初飛行を行ったが、その時点で軽攻撃機であったA-7Eよりも爆弾搭載量が更に少なかったため、追加の改良が進められた。

### 名称の変更
当初F/A-18は、F-4を更新してF-14を補佐する対戦闘機戦用のF-18と、A-7を更新する対地攻撃用のA-18という2つの名称になる予定だった。しかしその後、統合されてF/A-18という特殊な名前となった。
本機のように就役当初から複数の使用名称を持つ航空機は珍しい部類にある。著名機では本機とスウェーデン製のJAS39位である（かつてはF-22もF/A-22と名称変更された時期があった）。

## 機体

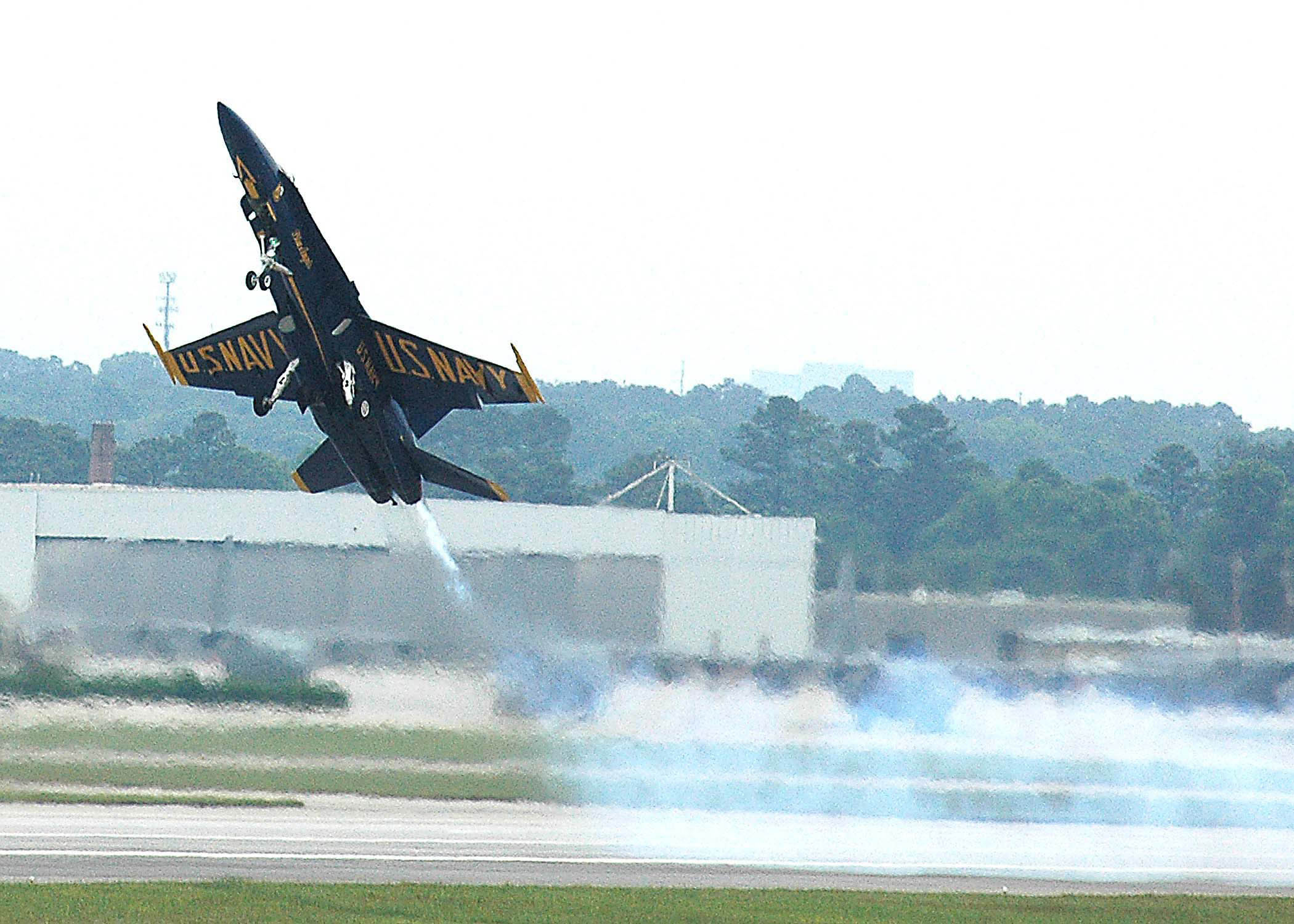
離陸するブルーエンジェルス機

本機の外見上の特徴は、エリアルールを適用して主翼と水平尾翼の間に配置された垂直尾翼と、直線翼に近い後退角の小さな主翼と大きなLERXとの組み合わせである。原型機といえるP-530も大きなLERXを有しており、P-530の愛称「コブラ」は、LERXをコブラの鎌首の左右への広がりに見立ててのものだった。量産試作型は境界層の乱流による気流剥離を防ぐ目的でYF-17と同じようにLERXの付け根全体にスリット（溝）が設けられていたが、加速性に影響するため量産に際しては境界層を逃す目的で残されたエアインテーク付近のもの以外は塞がれている。
ノースロップ社の傑作機F-5の経験を踏襲したこの主翼設計は、高翼面荷重でありながらも中低速域での機動性と離着陸性能に優れた特性を持つものである。これらの利点は、艦載機として離着陸性能を重視する海軍に本機が採用された一因となっている。その一方、遷音速域から超音速域といった高速度での性能や加速性は良いものではない。これらの欠点はアメリカ空軍の空戦戦闘機計画におけるYF-17不採用の理由ともなっている。中低速域で機動性が良いことは曲技飛行においては有利であり、迎角の制限もないため離陸直後に急角度での上昇を披露することも可能である。このためA-4の後継機としてブルーエンジェルスに採用されることとなった。
本機の最高速度はマッハ1級に留まっている。これは、軽戦闘機による空戦においては、大量の燃料消費を要するマッハ2の速度域での戦闘は実際には起きないというLWF計画の時期からの想定のもと、軽量単純でコストが安く整備も容易で信頼性も高い固定式エアインテークが採用されたためである。
複合材料の使用率は10%で、同時代機のF-15の1.2%、F-16の4%と比べ際立って大きい。また、チタンの使用率も8%で、F-15の25.8%ほどではないが、F-16の2%よりも大きい。価格低減と生産性を優先したF-16に対して、より性能を重視した設計となっている。

### アビオニクス

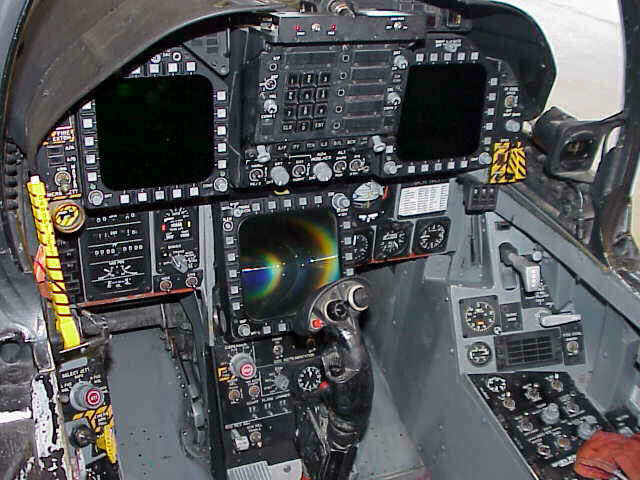
F/A-18Aのコクピット

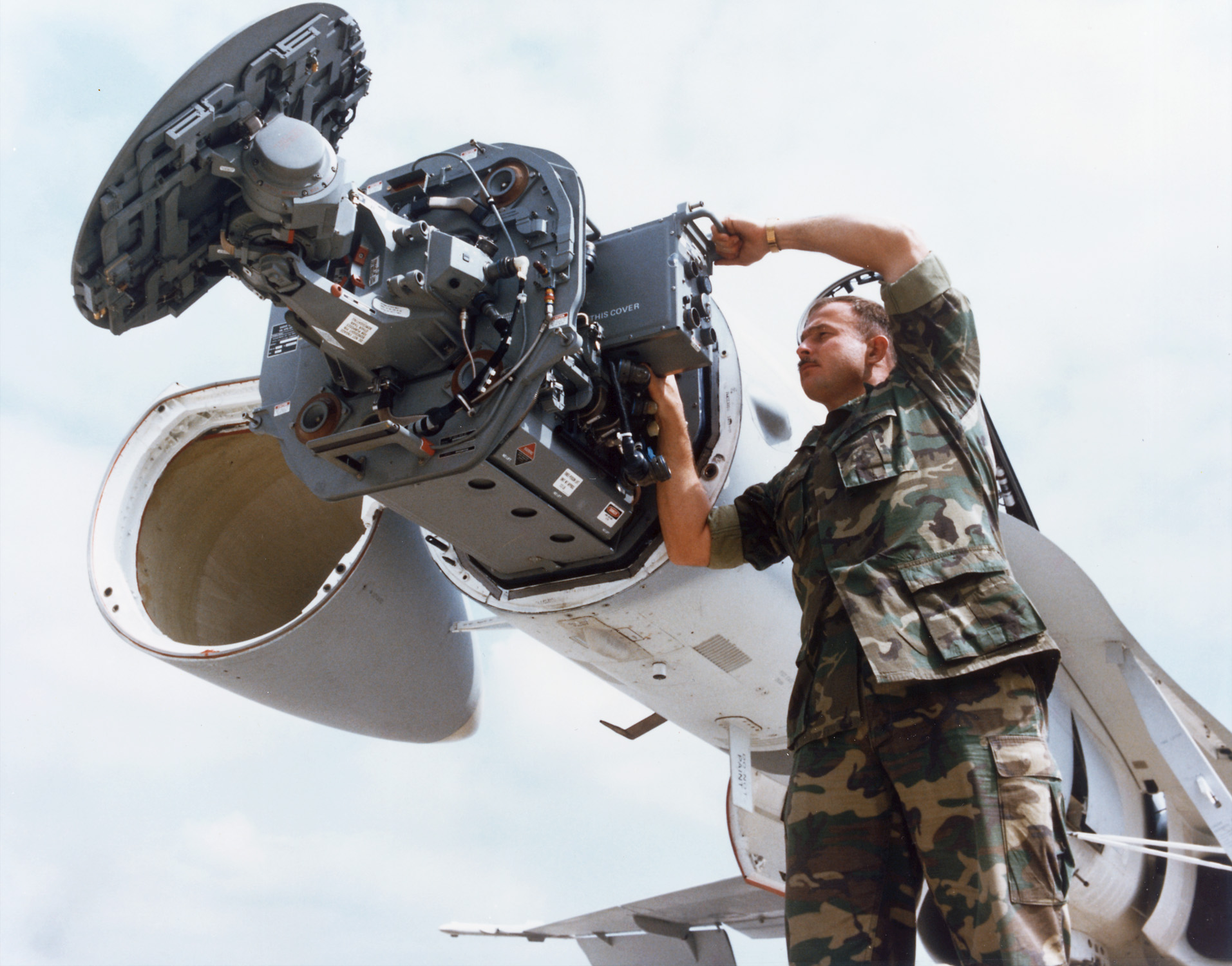
F/A-18に搭載されたAN/APG-65

操縦装置にはフライ・バイ・ワイヤを採用しているが、バックアップとして機械的リンケージ機構を持つ疑似フライ・バイ・ワイヤであり、CCV設計は採用されていない。また、主翼の前縁には前縁フラップ、後縁には内側にフラップ、外側にドループ・エルロンが装備されており、機体設計に関してはF-16よりも保守的である。元のP-530計画は第3世代機であるF-5 タイガーの直接の後継機として1966年には始まっているため、F-16よりも1世代前の設計となっている。
機体設計そのものは1970年代当時としても保守的であるが一方で、搭載機材の電子化は進んでおり、操縦時間より各種コンピュータの操作時間の方が長いと言われる。空母からの発艦時はコンピュータで自動制御するため、パイロットは操縦桿から右手を離してキャノピー枠の取っ手を掴んで発艦する。また風速の条件次第では自動着艦も可能だが、パイロットの操縦技量維持のため通常は手動着艦が多い。これらの自動化は安全性の向上に大きく寄与している。
火器管制装置APG-65は、8目標を同時追尾する能力を持っており、艦隊防空に特化したF-14の24目標には及ばないものの、当初のF-15/F-16にはなかった能力を備えている。また海兵隊では100機のF/A-18C/DのAN/APG-73レーダーをF/A-18C/Dの重量、電力、および冷却要件を満たしながらAESAレーダーに換装する予定で、レーダーの検討を行っている。ノースロップ・グラマンはAN/APG-83、レイセオンはAN/APG-79(V)4(当初はAN/APG-79(V)X)を提案している。AN/APG-83は2018年8月13日、AN/APG-79(V)4は2018年6月に適合チェックを完了している。

## 型式

### F/A-18A/B

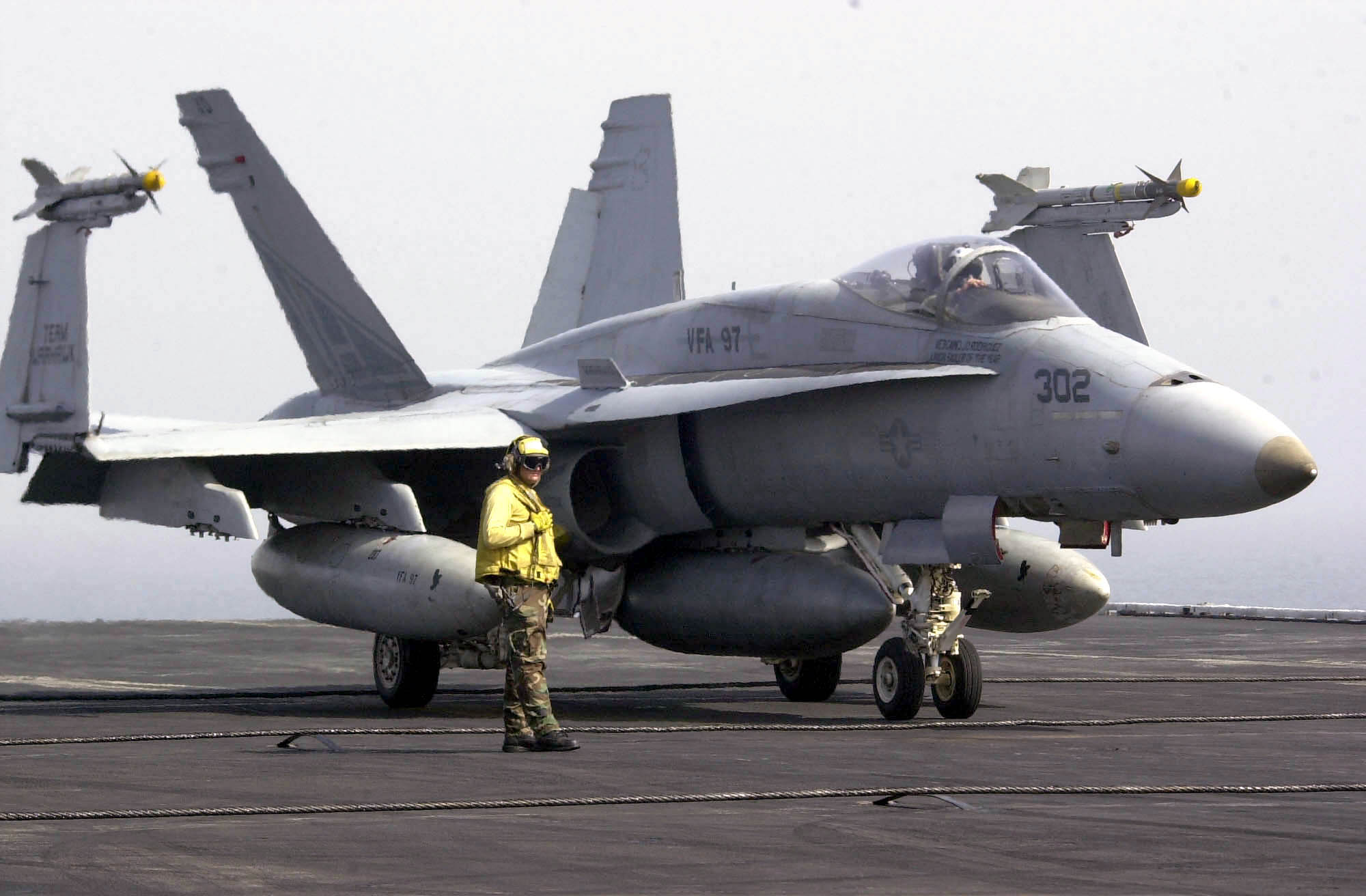
F/A-18A

1979年より生産された初期型。B型は複座型で当初はTF-18の名称だった。
1980年から海軍に先立ち海兵隊へF-4の更新のための配備が開始された。これは、F-14の価格の高騰を受けて当初海兵隊の予定していたF-4からF-14へ更新を断念させる代わりに、F/A-18を優先して割り当てるという政治決着によるものである。そのため海軍においては、F-4B/F-4Jを近代化改修し、F-4N/F-4Sとして使用し続けた。F/A-18A/Bは搭載量や航続力が十分でなく、C/Dが配備されると早々に置き換えられていった。
なお、垂直尾翼にクラックが入るという問題が発生したため生産途中より垂直尾翼内側の付け根部分にL字型の補強用ブラケットが装着されている。この改良は、既存の機体にも施されている。初期ロットは降着装置が空母運用に適さないため一時は予備機となっていたが、C/Dの導入で余剰となったためブルーエンジェルスの機体となった。
CF-18A/B
カナダ空軍向け機体。カナダ軍における名称はCF-188A/B。138機製造。
AF-18A/B
オーストラリア空軍向け機体。75機製造。
EF-18A/B
スペイン空軍向け機体。スペインでの名称はC.15およびCE.15。72機製造。
F/A-18(R)
機関砲を撤去し、カメラを搭載した偵察機型。試作のみ。
F/A-18A+
A型を後述のC型に準じた規格に改修したもの。AN/AAQ-28ライトニングやAN/ASQ-228 ATFLIRを搭載可能とした他、背部にGPSアンテナを追加し、EGI統合航法システムを装備している。
海兵隊の機体はレーダーをAN/APG-73に変更し、AN/APX-111敵味方識別装置(IFF)を搭載した。外観上の差異としては機首に5枚のIFF用アンテナが付いたことがあげられる。また、その内46機については2009年に改修を受けており、チャフ・フレアディスペンサーがAN/ALE-47に換装されたほか、リンク 16への対応やJHMCSおよびAIM-9Xの運用能力を獲得している。海兵隊ではこの機体を2020年までの運用を可能としている。なお、この海兵隊仕様はF/A-18A++とも呼ばれる。
ブルーエンジェルス仕様
機関砲を撤去し、スモーク発生装置を搭載した機体。電子機器等は作戦機と同じ物を搭載している。
NASA
A/Bの初期ロットや余剰機がNASAに提供され、アームストロング飛行研究センターで運用されている。
F/A-18 Mission Support Aircraft
F/A-18Aから武装を撤去した機体。空中給油の自動制御など各種試験用やチェイス機として利用されている。
F-18 HARV
F/A-18Aをベースとした高迎え角研究機（High Alpha Research Vehicle）実験用の機体。NASA所属。
X-53
F/A-18Aをベースとした能動空力弾性翼（Active Aeroelastic Wing, AAW）実験用の機体。NASA所属。

### F/A-18C/D
1986年度会計で導入された機体から単座型はAからC、複座型はBからDへとアップグレードされた。F/A-18Cの初飛行は1987年9月3日。当初生産されたC/Dと在来型の相違点はコックピット後方の電子戦システムアンテナだけだった。前述の垂直尾翼にクラックが入るという問題はLERXから発生した渦が垂直尾翼に直撃するためと判明したため、上面の渦の流れの方向を変え、尾翼への直撃を減らす目的でビューローナンバー161353以降の機体からLERX上部にLEXフェンスを追加している。この改修はそれ以前の機体に対しても行われている。
機体の空虚重量は2t以上も軽量化された上、1992年以降の引き渡し機からはエンジンが推力を約10%増強したF404-GE-402に換装されたため、最大離陸重量はむしろ増大した。この改良でペイロードにおける恩恵を受け、レーダーも後期生産型からAN/APG-73となったことで、AMRAAM空対空ミサイルやマーベリック空対地ミサイル、ハープーン空対艦ミサイルといった新兵器の運用を可能とした。これ以降、F/A-18は元来の軽戦闘機コンセプトにとどまらない本格的なマルチロールファイターとしての潜在能力を開花させていくことになる。
ビューローナンバー163985から夜間攻撃能力を強化したC[N]/D[N]となっており、1988年5月6日に夜間攻撃型の初号機となるF/A-18D[N]が初飛行している。GPS、新型IFF、AN/AVQ-28 ラスター・スキャン型HUD、AN/AAR-50TINS、カラー多機能表示ディスプレイ、カラー・デジタル自動移動地図などのシステムを装備し、暗視ゴーグルの利用も可能となった。また、AN/AAS-38も装備され始め、レーザー誘導爆弾の投下能力、各兵器の精密誘導投下が可能となった。加えて、電波吸収体の使用によりRCSが低減した。
従来、複座型であるF/A-18B/Dは訓練用として使用されていたが、アメリカ海兵隊のF/A-18D[N]はA-6Eの後継機として実戦部隊での攻撃任務のために配備されている。そのため兵装システム士官（WSO：Weapon System Officer）が搭乗する後席の操縦装置は外され、代わりに左右コンソールにスティック型のハンドコントローラーが設置された。同様のF/A-18Dはマレーシアでも採用されている。ブロック36以降のD型の一部は機関砲を外しATARS（新型戦術機上偵察システム）を搭載したF/A-18D(RC)となっており、アメリカ海兵隊で少数が使用されている。
ビューローナンバー164693以降の機体では新型の射出座席の搭載や燃料を消費状況に応じて移送し機体重心を安定する機能を装備した。輸出向けの機体にはCF-18が迎撃任務時の夜間識別用として採用していた、機首左舷のスポットライトが標準装備となっている。
2000年8月にアメリカ海兵隊に引き渡されたF/A-18Dを最後に生産を終了した。
数機のF/A-18Cがブルーエンジェルス仕様に改造され、老朽化したF/A-18Aと交換されている。
KAF-18C/D
クウェート空軍向け機体の非公式名称。40機製造。

### F/A-18E/F
1999年より配備された、機体を大型化し全面的に再設計したもの。愛称はスーパーホーネット。

### EA-18G
かつて運用していたEA-6B電子戦機の後継機として運用中の機体。専任の電子戦要員を必要とするため複座のF/A-18Fをベース機としている。

### F-18L
F/A-18が海軍機として製作され主契約者がマクドネル・ダグラスだったのに対して、F/A-18の原型機YF-17の開発元であるノースロップが主契約者となる、輸出用として開発した機体。降着装置の簡素化や主翼折りたたみ装置の省略など艦上機向けの仕様を改める一方で、翼下パイロンの増設や簡略化した電子機器の搭載によって空対空性能を一定程度は強化するなど、もともと空軍向けの軽戦闘機として設計されたYF-17 コブラと海軍艦載用のマルチロール機に仕上がったF/A-18ホーネットを足して2で割ったような機体となっている。
カタログデータ上はF/A-18やF-16よりも高性能の機体ながらモックアップのみの段階のまま受注がなく、試作機すら製作されずに終わった。モックアップにはF/A-18Lと書かれていた。
なお、マクドネル・ダグラスが、「F/A-18を海外セールスに出したのは契約違反である」として訴訟を起こし結論まで6年かかった上に、訴訟費用を要求予算の中に含むという行為を両社が行っている。しかし、この訴訟中もF/A-18の製作に支障はなかったという。

## 採用国
アメリカ合衆国

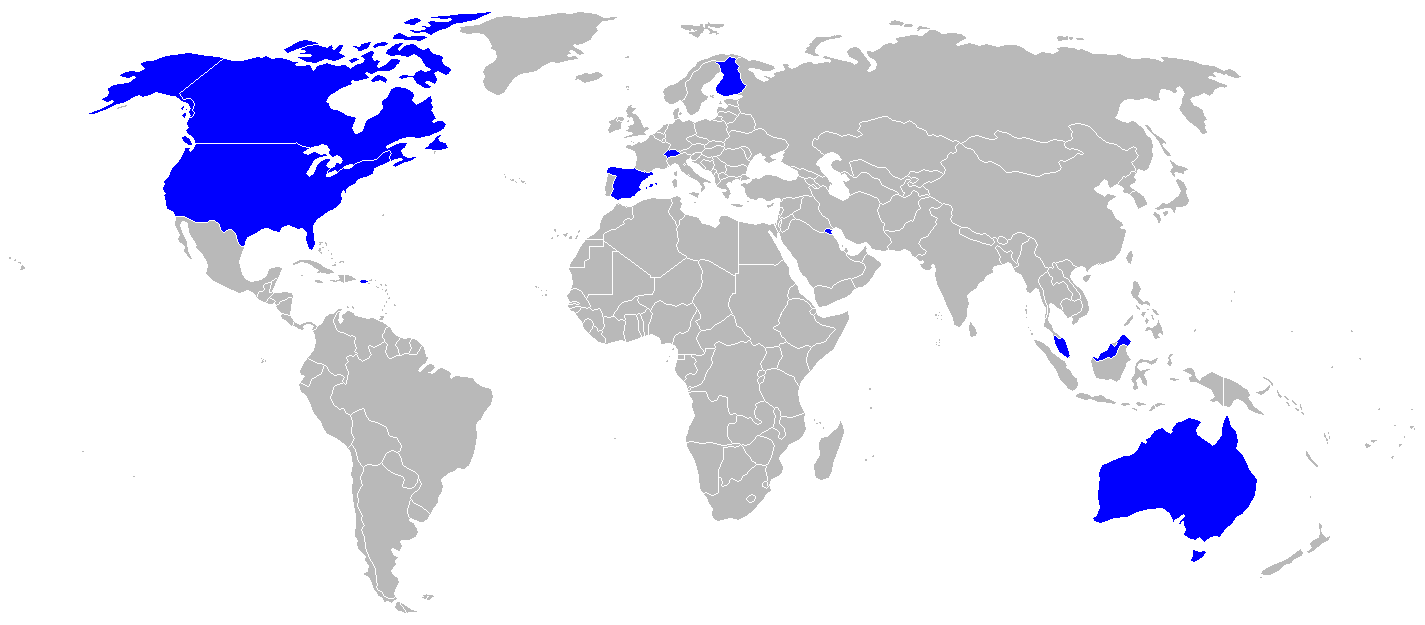
F/A-18の採用国(オーストラリアでは退役済み)

- アメリカ海軍：F/A-18A 64機、F/A-18B 25機、F/A-18C 293機、F/A-18D 42機
- アメリカ海兵隊：F/A-18A 59機、F/A-18B 3機、F/A-18C 96機、F/A-18D 95機
- NASA :F/A-18 Mission Support Aircraft、F-18 HARV、X-53

 カナダ
- カナダ空軍：2021年時点で、CF-188A 58機、CF-188B 18機[9]

2021年9月時点で、CF-188のうち36機にAN/APG-79(V)4レーダーを搭載する改修を予定。
 フィンランド
- フィンランド空軍：F/A-18C×57機、F/A-18D×7機の計64機を導入[10]。このうちC型については、全機がフィンランドのバルメット社によるノックダウン生産である[10]。2024年時点で、F/A-18C×55機、F/A-18D×7機を保有している[11]。

 クウェート
- クウェート空軍：F-18C 31機、F-18D 8機　近年に退役予定

 マレーシア
- マレーシア空軍：F/A-18D 8機　クウェート軍のF/A-18最大33機の移管許可が降りたことを発表

 スイス
- スイス空軍：F-18C 26機、F-18D 7機[注 1]

 スペイン
- スペイン空軍：C-15 91機、CE-15 12機[注 2]

この他にも、タイがF/A-18C/Dを4機ずつ発注していたが、アジア通貨危機の影響により取り消されている。

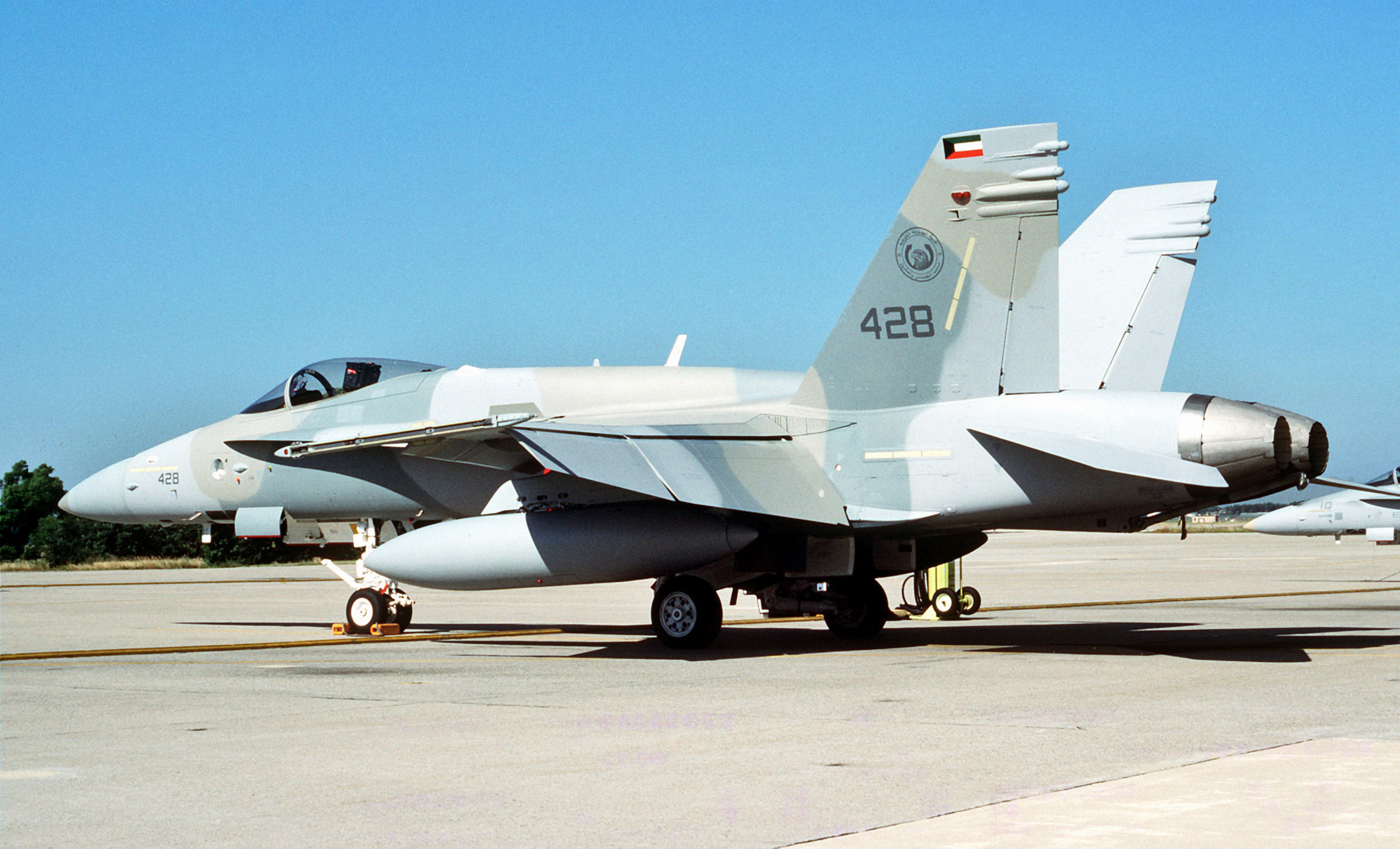
クウェート空軍のF/A-18C
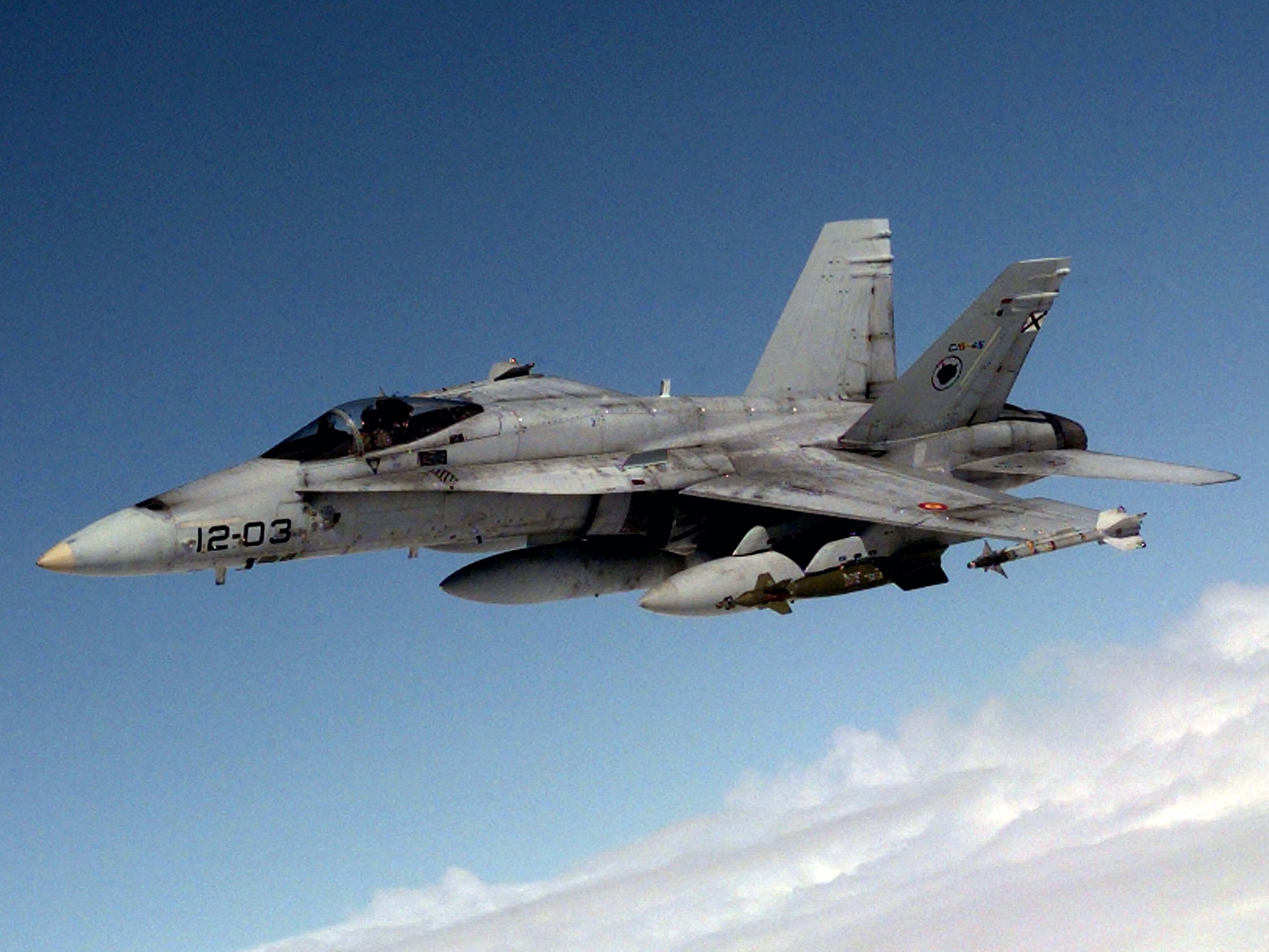
スペイン空軍のEF-18A
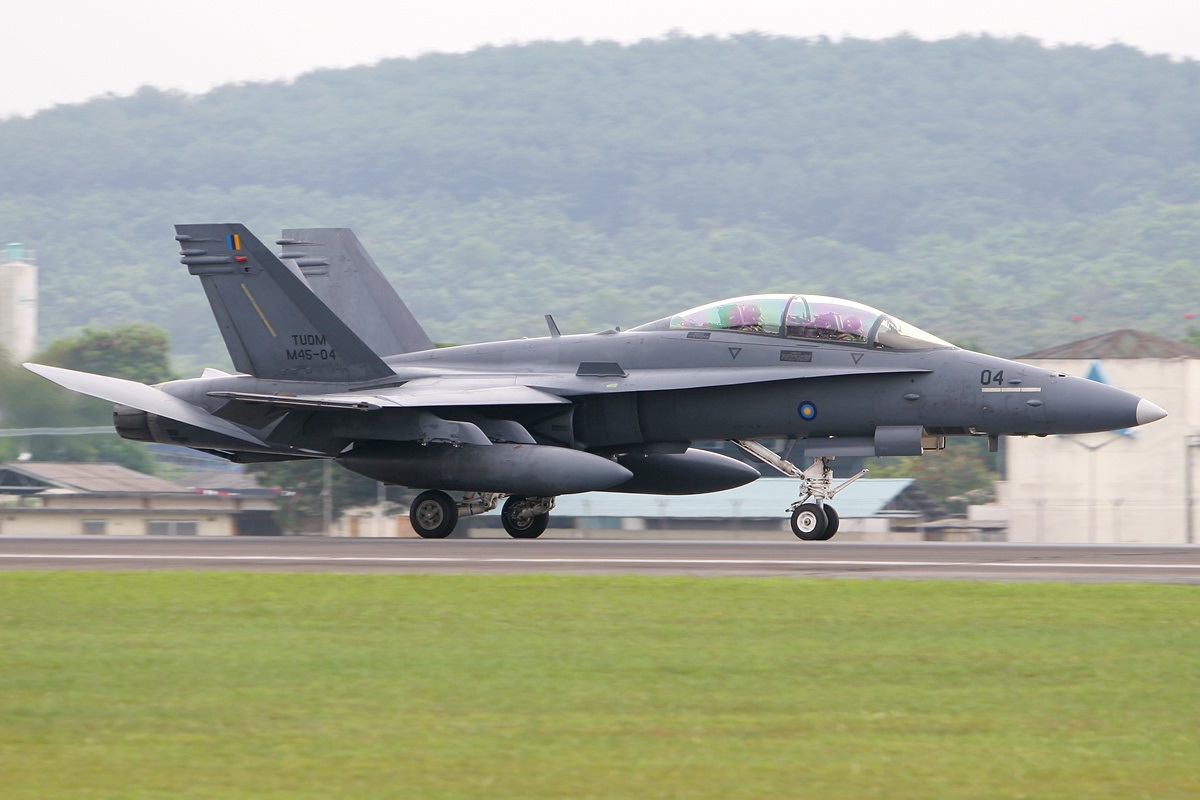
マレーシア空軍のF/A-18D
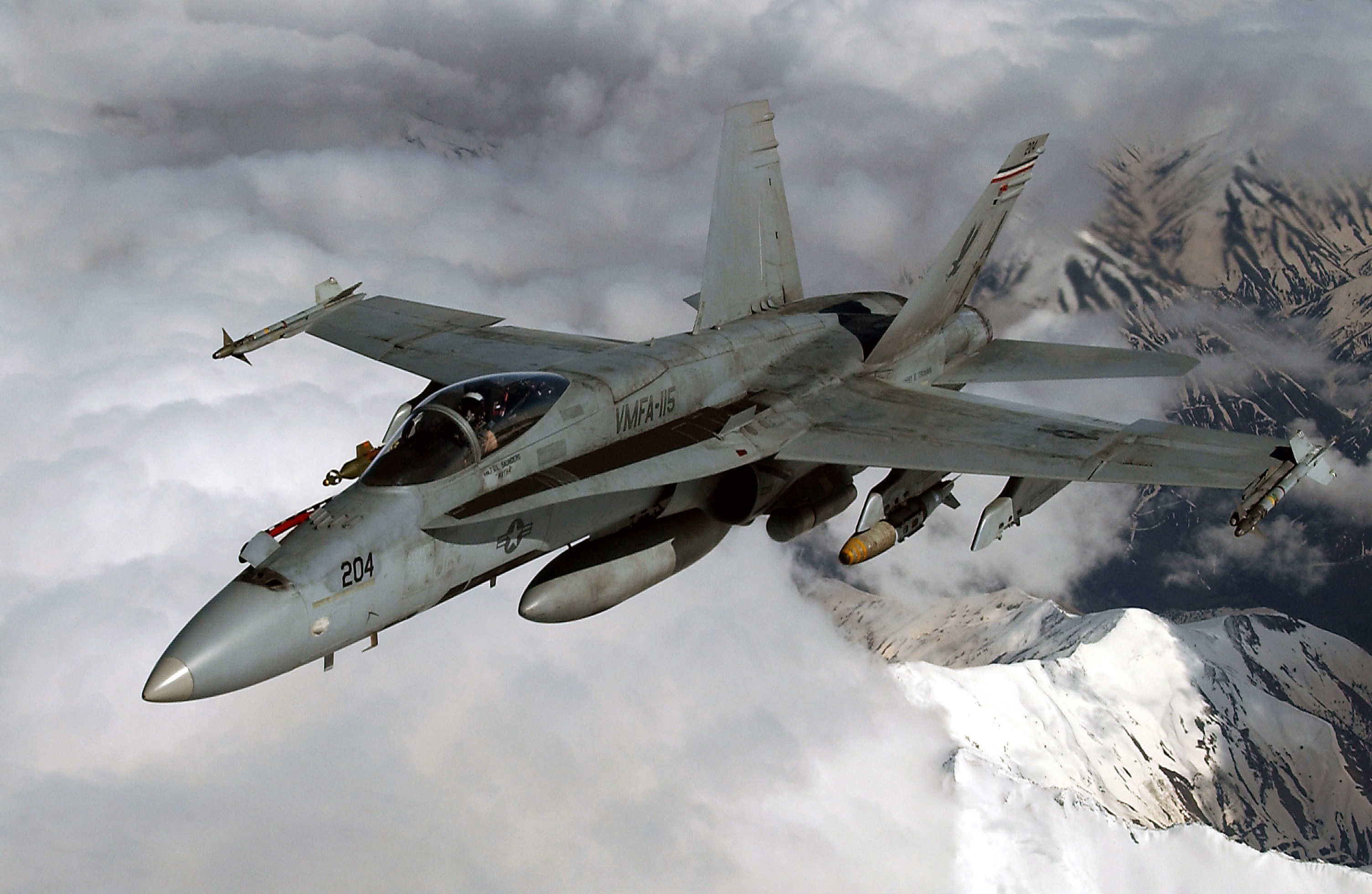
アメリカ海兵隊のF/A-18

## 運用
F/A-18の配備に合わせ、アメリカ海軍には従来の戦闘飛行隊（VF）と攻撃飛行隊（VA）を統合した戦闘攻撃飛行隊（VFA）というカテゴリーが新設された。アメリカ海兵隊には以前から海兵戦闘攻撃飛行隊（VMFA）が存在していたが、A-6を運用していた海兵全天候攻撃飛行隊（VMA(AW)）はF/A-18D[N]の配備によって海兵全天候戦闘攻撃飛行隊（VMFA(AW))に改変されている。
アメリカ海兵隊のF/A-18は一部のVMFAを除き空母航空団には組み込まれず、陸上基地から運用されている。
2017年の段階でアメリカ海軍では、予算不足やF-35への転換も見据えて整備や部品調達が遅滞する状況になっており、保有するF/A-18の約3分の2が飛行が出来ない状況に陥っていると報道された。
2019年10月2日、第106戦闘攻撃飛行隊(VFA-106)のF/A-18Cが最終フライトを行いレガシーホーネットはアメリカ海軍から引退した。
オーストラリアでもF-35の配備に伴い、2021年11月29日に運用を終了した。フィンランドでも老朽化したF/A-18の後継機としてF-35が導入される予定。スイス空軍はF/A-18を約30機運用しているが、これに代わる36機のF-35ステルス戦闘機を導入することを決定した。

### 実戦

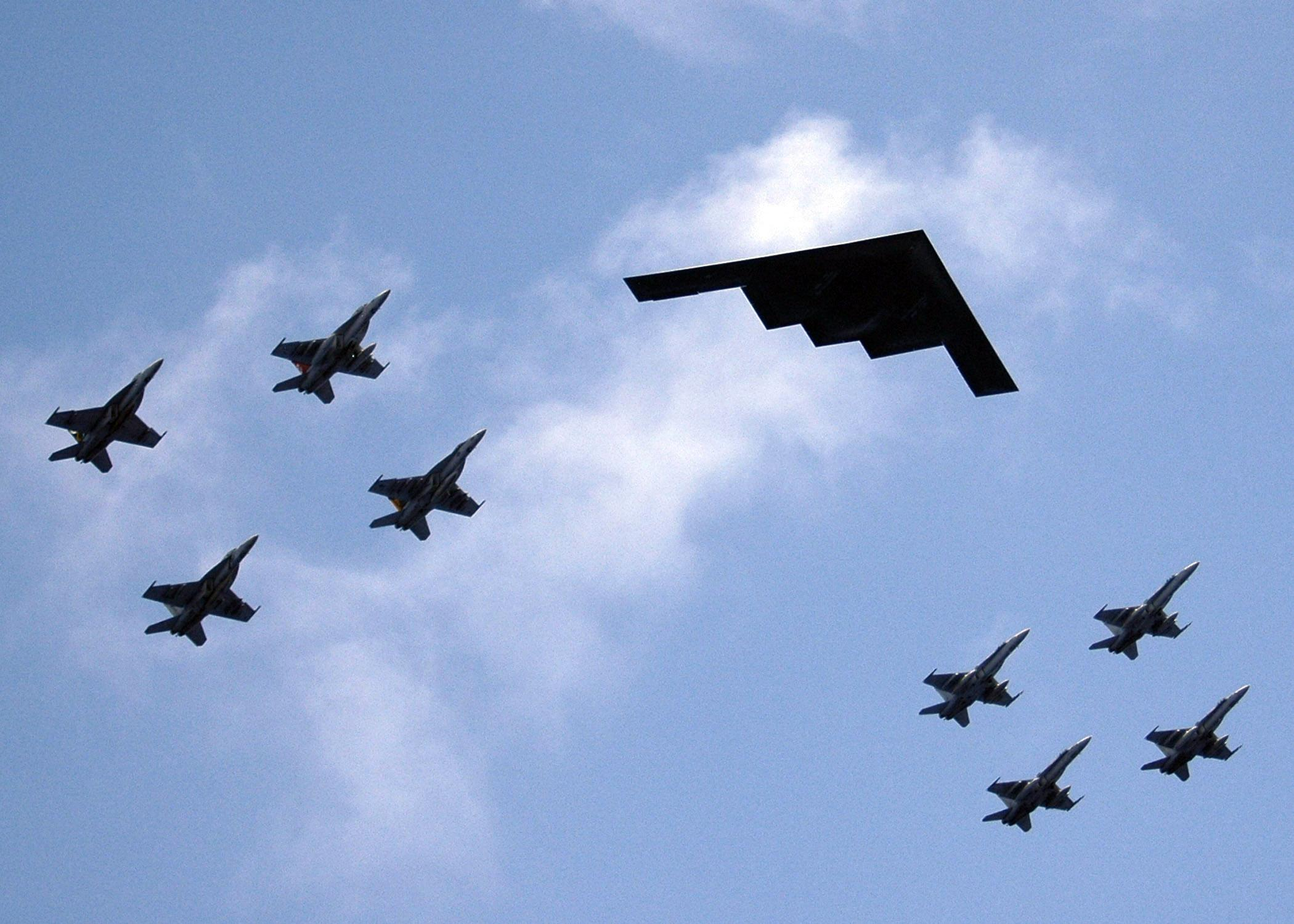
B-2と編隊飛行を行うF/A-18

F/A-18は、これまで多くの戦争や紛争に派遣されているが湾岸戦争、イラク戦争が特に著名な活動といえる。
湾岸戦争ではアメリカ海軍やアメリカ海兵隊のF/A-18A、F/A-18C、F/A-18Dが活躍しイラク空軍のMiG-21を2機撃墜している。しかし一方で、イラク空軍が投入したMiG-25により1機が撃墜されている。空戦以外には、前方監視赤外線システムとレーザー照準装置などによって正確に探知した目標に対して電子光学誘導（TV誘導）兵器による攻撃を行った。アメリカ海軍やアメリカ海兵隊のF/A-18は主に空母から発進し、早期にイラク空軍の組織的な防空戦闘が困難となったため任務の大半は地上目標への攻撃だった。また、多国籍軍によっても使用された。
また、コソボ紛争ではアライド・フォース作戦に参加し、B-52戦略爆撃機の護衛などにあたった。
マレーシア空軍のF/A-18Dは、ダウラト作戦にて「スールー王国と北ボルネオの王立治安軍」に対する空爆に投入された。

## 性能・主要諸元
- 乗員
  - A/C：1名
  - B/D：2名
- 全長
  - 17.07m
- 全幅
  - 11.43m
- 全高
  - 4.66m
- 翼面積：37.2m2
- 空虚重量
  - A/B：12,973kg
  - C/D：10,810kg
- 最大離陸重量
  - A/B：21,888kg
  - C/D：23,542kg
- エンジン

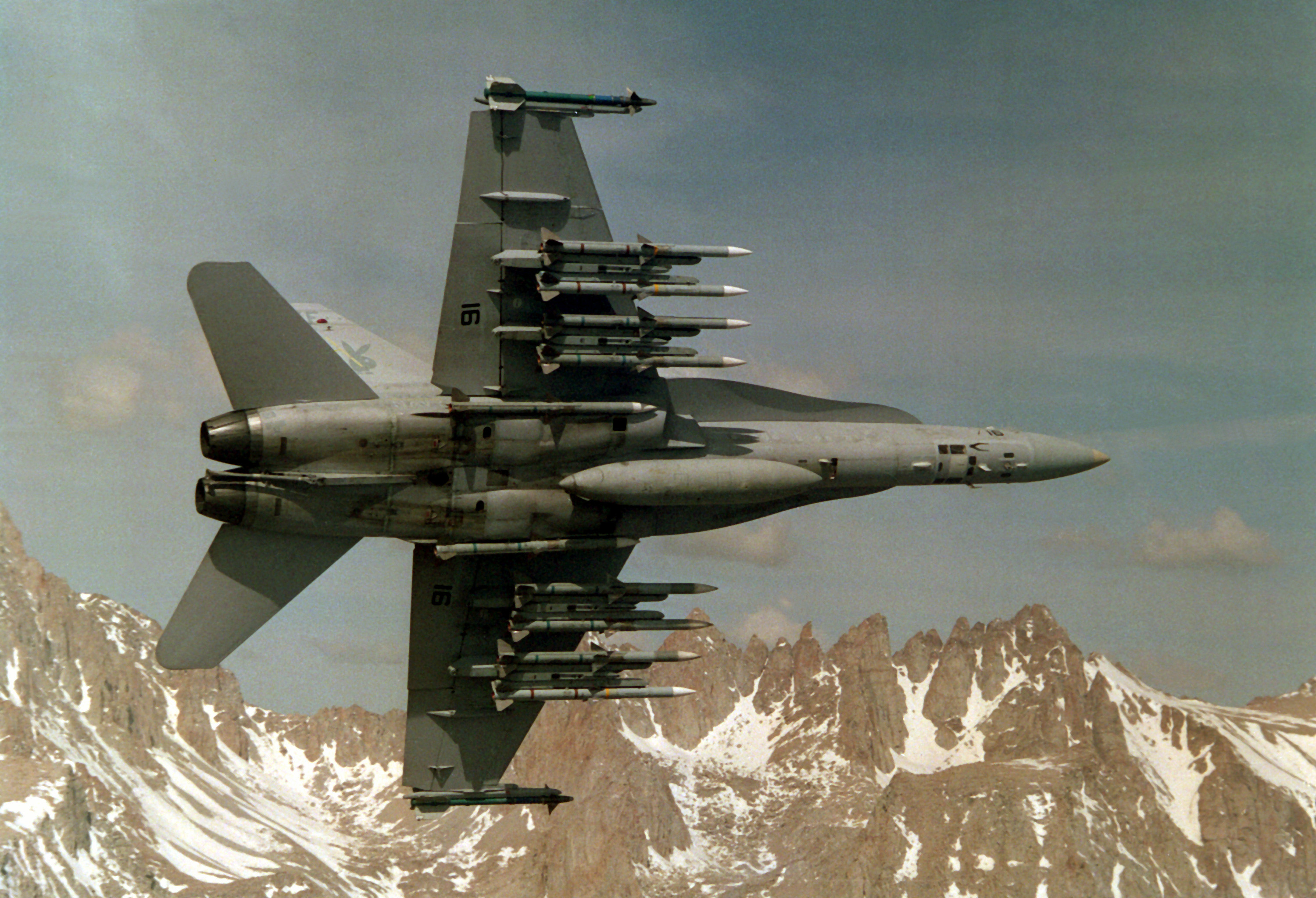
10発のAIM-120と翼端に2発のサイドワインダー

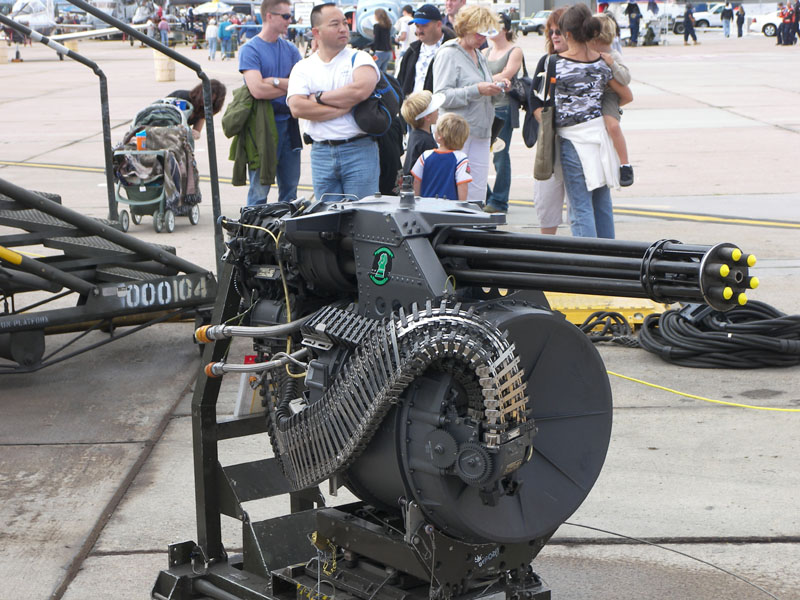
M61 バルカン

  - A/B：GE製F404-GE-400 ターボファン×2基
  - C/D：GE製F404-GE-402 ターボファン×2基
- 推力
  - A/B：7,260kg×2
  - C/D：8,160kg×2
- 最大速度
  - A/B：M1.7
  - C/D：M1.8
- 航続距離
  - 3,700km（フェリー）
  - C/D：戦闘行動半径 290海里 (540km)
- 実用上昇限度
  - C/D：15,240m

### 兵装
固定武装
- M61A1 20mmバルカン×1（装弾数570発）

空対空ミサイル
- AIM-9 サイドワインダー
- IRIS-T
- AIM-7 スパロー
- AIM-120 AMRAAM
- AIM-132 ASRAAM

空対地ミサイル
- AGM-65 マーベリック
- AGM-84E/H/K SLAM
- AGM-154 JSOW
- KEPD 350

空対艦ミサイル
- AGM-84 ハープーン

対レーダーミサイル
- AGM-88 HARM

爆弾
- Mk82/83/84
- CBU-87/89/97
- GBU-10/12/16/24
- GBU-39
- JDAM
- B61
- B83

など
電子戦装備
| 型式      | 搭載位置 | 補足説明        |
| --------- | -------- | --------------- |
| AN/ALR-50 | 内部     | F/A-18A/Bに搭載 |
| AN/ALR-67 | 内部     | F/A-18C/Dに搭載 |

| 型式      | 搭載位置 | 補足説明        |
| --------- | -------- | --------------- |
| AN/ALE-39 | 内部     | F/A-18A-Dに搭載 |
| AN/ALE-40 | 内部     |                 |
| AN/ALE-47 | 内部     | F/A-18C-Fに搭載 |

| 型式        | 搭載位置 | 補足説明        |
| ----------- | -------- | --------------- |
| AN/ALQ-126B | 内部     | F/A-18A-Dに搭載 |
| AN/ALQ-184  | 外部     |                 |
| AN/ALQ-162  | 内部     |                 |
| AN/ALQ-167  | 外部     | F/A-18A-Dに搭載 |

## 展示中の機体
- すべての機体を掲載しているわけではない。

| 型名          | 番号            | 機体写真 | 所在地                    | 所有者                                         | 公開状況 | 状態     | 備考 |
| ------------- | --------------- | -------- | ------------------------- | ---------------------------------------------- | -------- | -------- | ---- |
| F/A-18A-1-MC  | 160775 001/A001 |          | アメリカ カリフォルニア州 | 海軍兵装技術博物館                             | 公開     | 静態展示 |      |
| F/A-18A-2-MC  | 160780 006/A006 |          | アメリカ ヴァージニア州   | ヴァージニア航空宇宙センター                   | 公開     | 静態展示 |      |
| F/A-18A-5-MC  | 161353 021/A017 |          | アメリカ メリーランド州   | パタクセント・リヴァー海軍航空博物館           | 公開     | 静態展示 |      |
| F/A-18A-8-MC  | 161708 054/A040 |          | アメリカ ネヴァダ州       | ファロン海軍航空基地航空戦力公園               | 公開     | 静態展示 |      |
| F/A-18A-9-MC  | 161725 076/A054 |          | アメリカ カリフォルニア州 | カリフォルニア科学センター                     | 公開     | 静態展示 |      |
| F/A-18A-10-MC | 161749 108/A077 |          | アメリカ カリフォルニア州 | 飛行海兵航空博物館                             | 公開     | 静態展示 |      |
| F/A-18B-11-MC | 161943 150/B035 |          | アメリカ カリフォルニア州 | ヤンクス航空博物館                             | 公開     | 静態展示 |      |
| F/A-18A-12-MC | 161948 157/A120 |          | アメリカ フロリダ州       | ヴァリアント航空軍団株式会社ウォーバード博物館 | 公開     | 静態展示 |      |
| F/A-18A-12-MC | 161961 174/A136 |          | アメリカ フロリダ州       | 国立海軍航空博物館                             | 公開     | 静態展示 |      |
| F/A-18A-12-MC | 161963 177/A138 |          | アメリカ カリフォルニア州 | サンディエゴ航空宇宙博物館                     | 公開     | 静態展示 |      |
| F/A-18A-13-MC | 161984 207/A167 |          | アメリカ ミシガン州       | エア・ズー航空宇宙科学博物館                   | 公開     | 静態展示 |      |
| F/A-18A-14-MC | 162403 231/A183 |          | アメリカ カリフォルニア州 | パームスプリングス航空博物館                   | 公開     | 静態展示 |      |
| F/A-18A-17-MC | 162826 342/A285 |          | アメリカ テキサス州       | フォートワース航空博物館                       | 公開     | 静態展示 |      |
| F/A-18A-19-MC | 162901 455/A374 |          | アメリカ カリフォルニア州 | 航空母艦ミッドウェイ博物館                     | 公開     | 静態展示 |      |
| F/A-18A-20-MC | 163106 495/A409 |          | アメリカ ワシントン州     | ミュージアム・オヴ・フライト                   | 公開     | 静態展示 |      |
| F/A-18A-22-MC | 163152 576/A483 |          | アメリカ カリフォルニア州 | 飛行海兵航空博物館                             | 公開     | 静態展示 |      |
| F/A-18C-32-MC | 164208 971/C200 |          | アメリカ アリゾナ州       | デイヴィス＝モンサン空軍基地                   | 公開     | 保管中   |      |